# Брожкова, Дана
Дана Брожкова (чеш. Dana Brožková; род. 28 апреля 1981, Ровенско-под-Тросками) — чешская ориентировщица, чемпионка мира по спортивному ориентированию.
Одна из лидеров чешской женской команды по спортивному ориентированию. На домашнем чемпионате мира в 2008 году завоевала золото на длинной дистанции.
Обладательница двух медалей юниорских чемпионатом мира, одна из которых золотая.
Как и большинство ориентировщиков из мировой элиты выступает за скандинавские клубы. В 2008 году в составе шведского клуба Domnarvets GoIF выиграла престижнейшую финскую эстафету Венла. Это был не первый клубный успех. В 2005 году в составе своего клуба выиграла шведскую эстафету Tiomila (10MILA). За этот же клуб Domnarvets GoIF бегает и Каролина Аревонг-Хёйсгорд — чемпионка мира 2004 года на длинной дистанции.
Её сестра Радка (Radka) тоже член сборной Чехии, так же как и сестра участвовала на чемпионате мира.